# Аойда (спътник)
Вижте пояснителната страница за други значения на Аойда.
Аойда е естествен спътник на Юпитер. Открит е от екипа от астрономи Скот Шепърд, Дейвид Джуит, Ян Клайн, Янга Фернандез и Хенри Сиех на 8 февруари 2003 г. Първоначалното означение на спътника е S/2003 J 7. Спътникът носи името на фигурата от древногръцката митология Аойда.
Аойда е малко по размери тяло с диаметър от 4 километра и се намира на ретроградна орбита около Юпитер. Принадлежи към групата на Карме.